# The Itchy & Scratchy Show
The Itchy & Scratchy Show is een fictieve animatieserie in de animatieserie The Simpsons. De serie is een onderdeel van de Krusty the Clown show, en wordt geregeld bekeken door Bart, Lisa Simpson en andere kinderen in de serie.
De show gaat over een antropomorfe blauwe muis genaamd Itchy (stem van Dan Castellaneta) die altijd een zwarte kat genaamd Scratchy (stem van Harry Shearer) mishandelt.

## Achtergrond
The Itchy & Scratchy Show is qua opzet een parodie op de Tom en Jerry animatiefilms: een kat probeert op een muis te jagen, maar wordt altijd door de muis verslagen. De korte filmpjes zijn echter een stuk gewelddadiger dan Tom en Jerry. Zo wordt de kat Scratchy altijd op brute en vaak bloederige wijze vermoord door de muis Itchy.
David Silverman beweerde dat de animatiefilmpjes gebaseerd zijn op Tom & Jerry en ook Herman and Katnip. Itchy and Scratchy gaan nog een stap verder met het geweld uit die series. Een andere gesuggereerde inspiratiebron is de Italiaanse stripreeks Squeak the Mouse van Mattioli (1984), al lijkt het vrij betwijfelbaar dat de Amerikaanse makers ooit hiervan gehoord hebben.. Een andere mogelijke invloed zijn de zeer expliciete undergroundstrips uit de jaren 60, zoals Fritz the Cat, waar een groot deel van de makers als tiener mee zijn opgegroeid, waaronder Matt Groening.
De thema’s uit de animatiefilmpjes sluiten vaak perfect aan op het hoofdthema uit de Simpson aflevering waarin ze getoond worden. Toen de Simpson kinderen bijvoorbeeld in een gastgezin belandden, zagen ze een Itchy en Scratchy tekenfilm waarin hetzelfde gebeurde.

## Fictieve geschiedenis

### Oorsprong
Volgens de show zou Chester J. Lampwick het personage Itchy hebben bedacht in 1919. Roger Meyers, Sr. (1890-1985) stal het idee en richtte de Itchy and Scratchy Studio’s op in 1921. Oorspronkelijk werd Itchy "Itchy the Lucky Mouse" genoemd (een parodie op Oswald the Lucky Rabbit).
Scratchy werd bedacht in 1928 en verscheen voor het eerst in That Happy Cat, een kort filmpje waarin de kat gewoon door de straat wandelt zonder dat er iets boeiends gebeurt. Later dat jaar waren de twee personages voor het eerst samen te zien in het filmpje "Steamboat Itchy", waar Itchy Scratchy zwaar mishandelt. (De titel en de beginscènes zijn een parodie op Disney's Steamboat Willie.)

### "Verleden"
Aangezien de serie een opschuivende tijdlijn heeft, kan niet met zekerheid worden gezegd wanneer onderstaande gebeurtenissen hebben plaatsgevonden. Het enige dat vast staat is dat het na "Steamboat Itchy" is gebeurd.
Itchy en Scratchy kwamen beide voor in radioseries uit de Tweede Wereldoorlog.. Ten minste twee films, Pinitchio en Scratchtasia, (parodieën op Pinocchio en Fantasia) werden gemaakt.. Verder kwamen er tv-commercials voor o.a. Laramie sigaretten. Tijdens de Tweede Wereldoorlog maakten ze anti-nazipropagandafilmpjes (een verwijzing naar de vele tekenfilms die tijdens de jaren 40 werden gemaakt tegen nazi-Duitsland, Italië en Japan). Doch in de aflevering Itchy & Scratchy Land blijkt dat Roger Meyers Sr. destijds met de nazi's sympathiseerde en zelfs een tekenfilm uitbracht die "Nazi Supermen are our Superiors" (1938) ("Nazi-supermannen zijn onze meerderen") heette.
Op een bepaald moment werden er meer personages toegevoegd en werd de naam van de serie veranderd in Itchy & Scratchy and Friends Hour.
Tijdens de jaren 70 werd er (volgens de aflevering The Day the Violence Died) ook een tekenfilm voor volwassenen gemaakt die "Itchy & Scratchy meet Fritz the Cat" heette. (Een parodie op Fritz the Cat (1972)). Waarschijnlijk was dit een illegale versie die niet door Meyers' studio werd gemaakt.

### "Heden"
Dit zijn gebeurtenissen die in de serie te zien zijn, maar wederom kan niet met zekerheid worden gezegd wanneer ze plaats hebben gevonden.
Itchy and Scratchy Studios wordt momenteel gerund door Roger Meyers, Jr., de zoon van de bedenker van de serie. Itchy and Scratchy Studios ging failliet toen Lampwick een schadevergoeding van $800 miljoen eiste daar Meyers zijn idee had gestolen, maar werd gered door de overheid.
The Itchy and Scratchy Show wordt momenteel uitgezonden als onderdeel van de Krusty the Clown show, maar ging tijdelijk over naar de Gabbo show. Na een protestcampagne van o.a. Marge Simpson werd het geweld uit de serie gehaald. In deze geweldloze vorm was de show geen succes, en daarom werd de serie weer teruggebracht naar zijn oude gewelddadige vorm.
Van de show is ook een Oscar-winnende film gemaakt, evenals een attractiepark en een musical.
De show wordt getekend in Zuid-Korea, net als The Simpsons serie zelf. June Bellamy (een parodie op stemactrice June Foray) doet de stemmen van zowel Itchy als Scratchy.

## Videospel
Een videospel genaamd The Itchy and Scratchy Game werd uitgebracht voor de Sega Genesis, Sega Game Gear, Super NES en Game Boy. Een ander spel genaamd Itchy & Scratchy in Miniature Golf Madness kwam uit voor de Game Boy.

## Invloed
Toen "Itchy & Scratchy" eind jaren 80, begin jaren 90 voor het eerst in "The Simpsons" opdoken waren zulke bloederige animatiefilmpjes nooit eerder op mainstream televisie te zien. Klassieke gewelddadige tekenfilms, zoals Tom & Jerry, Woody Woodpecker, Looney Tunes en de filmpjes van Tex Avery gingen nooit zo extreem als "Itchy & Scratchy". Sindsdien zijn er meer mainstream animatieseries opgedoken waar bloederig geweld vaak voorkomt, zoals The Ren & Stimpy Show, Beavis and Butt-head, South Park, Happy Tree Friends en Family Guy. Afgezien van de eerstgenoemde serie worden deze programma's meestal wat later op de avond uitgezonden. Voor jongere generaties kinderen die "Itchy & Scratchy" in "The Simpsons" zien is de verwijzing naar de klassieke gewelddadige animatiefilmpjes meestal niet duidelijk meer, gezien deze tekenfilms nog maar zelden worden uitgezonden.